# Dritan Smajlaj
Dritan Smajlaj lub Dritan Smajli (ur. 12 lutego 1985 w Lezhy) – albański piłkarz i trener piłkarski, były członek albańskich reprezentacji U-17 i U-21.